# اوليانيكو
أوليانيكو هي كومونا تقع في مدينة تورينو الحضرية في المنطقة الإيطالية بيدمونت في شمال غرب إيطاليا ، حيث تقع على بعد حوالي 30 كيلومتر (19 ميل) شمال تورينو.
تقع أوليانيكو على حدود المقاطعات الآتي اسمها : سلاسة وريفارولو كانافيري وبوسانو وفافريا وريفاروسا وفرونت (بيدمونت) .